# WG (DM Command)
WC (WINDOW_CLOSE)とは、アポロコンピュータ社のコンピュータに搭載されていたウィンドウシステム（ディスプレイマネージャ）で利用できた、制御コマンド『DMコマンド』の一つ。

## 概要
WC コマンドは、ウインドウとそれに関係付けられた機能をクローズする。

## 利用法
WC コマンドはウインドウをクローズ（して消去）する．さらに以下の条件に応じて、ウインドウの参照するパッドをクローズする。
この WC コマンドによってクローズされたもの以外にそのパッドを参照しているウインドウが存在する場合、当然ながら DM はパッドをオープンのままにしておく。
しかし、パッドを参照しているウインドウが他にない場合は DM はパッドをクローズする。
この場合クローズされたパッドは消去（テンポラリーの場合）、またはそのパス名にセーブされる（名前が付けられていて、パーマネントである場合、つまりパーマネント・ディ
スク・ファイルの場合）。
パッドが書き込み可能な編集パッドで、現在のウインドウからのみ参照されている場合、DM は古いファイルを、その名前に .BAK をつけてリネームし、編集したバージョンをもとのファイル名で書き込む。
複数のウインドウがパッドを参照している時は、 WC は単にウィンドウをクローズする。
ファイルに書き込んだり古いファイルをリネームしたりしない。
強制的にファイルへの書き込みと .BAK バージョンの生成を行うには、
DMコマンド PW（PAD_WRITE）や＜EXIT＞または CTRL/Y キーを使用する。
トランスクリプト・パッド・ウインドウは普通，活動中のプロセスの最後のウインドウである場合には閉じることはできない。
DM はパーマネント・パッド（・ファイル）は消去できないことに注意。
これを行うためにはシェル・コマンド DLF（DELETE_FILE）を使用しなければならない。
関連する機能を果たす二つのキー（またはコントロール／キー・シークエンス）があらかじめ定義されている．
PW;WC -Q   (or)   <EXIT>  (R5)  　　　　ウインドウとパッドをクローズ。ファイルを更新。
WC -Q      (or)   <ABORT> (R5S)　 　　　ウインドウとパッドをクローズ。ファイルを更新しない。
オプション：
オプションを指定しない場合、 WC はウインドウとパッドをクローズし、上記のようにパッドを消去（テンポラリーの場合）、またはリライト（パーマネントの場合）する。
一度につぎのオプションのうちのどれか一つが指定できる．デフォルトはオート・クローズには設定されていない。
-Q
パッド（ファイル）を更新せずに終了する．ウインドウがオープンしている間に行われた変更はすべて無視される．変更が行われている場合には、本当に消去してもよいか確認するために、“File modified.OK to quit?”とシステムがプロンプトの表示を行う。
-F
それがプロセスに対し開かれている最後のウインドウである場合にも強制的にクローズする。
ただしウインドウがなければそのプロセスにはアクセスできなくなることに注意する。
-A
現在のウインドウをオート・クローズ・モードにする。
オート・クローズ・モードでは、参照しているパッドがクローズするとそのウインドウもクローズする。
-S
現在のウインドウのオート・クローズを無効にする。
オート・クローズが無効の場合（デフォルト状態）参照しているパッドが閉じてもウインドウは残存する。